# Кук-Жете
Кук-Жете — упразднённый посёлок в Красноярском районе Астраханской области России. Входил в состав Джанайского сельсовета. Исключён из учётных данных в 1998 году.

## География
Посёлок располагался в Волго-Ахтубинской пойме, на окраине песков Азау, в 2,5 километров (по прямой) к северо-востоку от села Хожетаевка.

### Климат
Климат умеренный, резко континентальный. Характеризуется высокими температурами летом и низкими — зимой, малым количеством осадков, а также большими годовыми и летними суточными амплитудами температуры воздуха.

## История
До 1951 года входил в состав Хожетаевского сельсовета.
Исключён из учётных данных законом Астраханского облсобрания от 18 мая 1998 года № 21.